# イバイサバル川
イバイサバル川(イバイサバルがわ、バスク語: Ibaizabal, スペイン語: Rio de Ibaizabal)は、スペイン・バスク州ビスカヤ県南東部を流れる河川。単に「イバイサバル」だけで「幅の広い川」を意味するが、ここでは便宜的にイバイサバル川と呼ぶ。

## 地理
ギプスコア県やアラバ県との県境にも近いビスカヤ県・エロリオにある水源から、ドゥランゴやアモレビエタ＝エチャノを通り、バサウリでネルビオン川と合流する。水源から合流地点までは43kmである。合流地点からはネルビオン川と呼ばれるが、イバイサバル川とネルビオン川の流量は同程度であり、流域面積1900km2を占める両河川の水系を総称してネルビオン＝イバイサバル水系と呼ばれる。合流後のネルビオン川の水量に対してイバイサバル川が占める割合の方が多いとする主張もある。合流部から下流の16kmはビルバオ河口とも呼ばれ、ビルバオ都市圏中心部を通って大西洋・ビスケー湾のカンタブリア海に注ぐ。